# Johan Persson i Tidaholm
Johan Albert Leander Persson , född 27 februari 1887 i Mularps socken, Skaraborgs län, död 27 april 1947 i Tidaholm, var en svensk tändsticksarbetare och socialdemokratisk politiker.
Johan Persson var son till smeden Per Samuel Andersson. Efter folkskola och diverse anställningar var han 1915–1932 tändsticksarbetare vid Vulcans tändsticksfabrik i Tidaholm, där han snart blev den ledande inom fackföreningen. Han var ledamot av styrelsen för Svenska grov- och fabriksarbetareförbundet 1930–1946 och av LO:s representantskap 1936–1946. Persson var en energisk motståndare mot "kommunistisk splittringspolitik". Han tillhörde 1918–1944 Tidaholms stadsfullmäktige och var dess ordförande 1939–1944. Från 1926 var Persson ledamot av landstinget och från 1929 ledamot av riksdagens andra kammare från 1929, invald i Skaraborgs läns valkrets. Som riksdagsman ägnade han sig främst åt jordbruks- och befolkningsfrågor. Han var suppleant i statustkottet från 1936.
I ungdomen var Persson kooperatör och ivrig nykterhetsman inom IOGT.